# 1963 у телебаченні
Список 1963 у телебаченні описує події у сфері телебачення, що відбулися 1963 року.

## Події

### Вересень
- 29 вересня — Початок аналогового мовлення телеканалу «УТ» на 8 ТВК у Вінниці[1].